# پیت مدوز
پیت مدوز شهری در جنوب غربی بریتیش کلمبیای کانادا و بخشی از ونکوور بزرگ یا مترو ونکوور است.
پیت مدوز در سال ۱۹۱۴ به ثبت رسید و اکنون مساحتی معادل ۸۵٫۳۸ کیلومتر مربع دارد و در سال ۲۰۱۴ جمعیت ۱۸٬۲۰۰ داشته است.
این شهر می‌تواند تا سال ۲۰۲۱ به یک جمعیت ۲۱٬۰۰۰ نفری با حدود ۸۰۰۰ واحد مسکونی در منطقه شهری برسد.

## نگارخانه

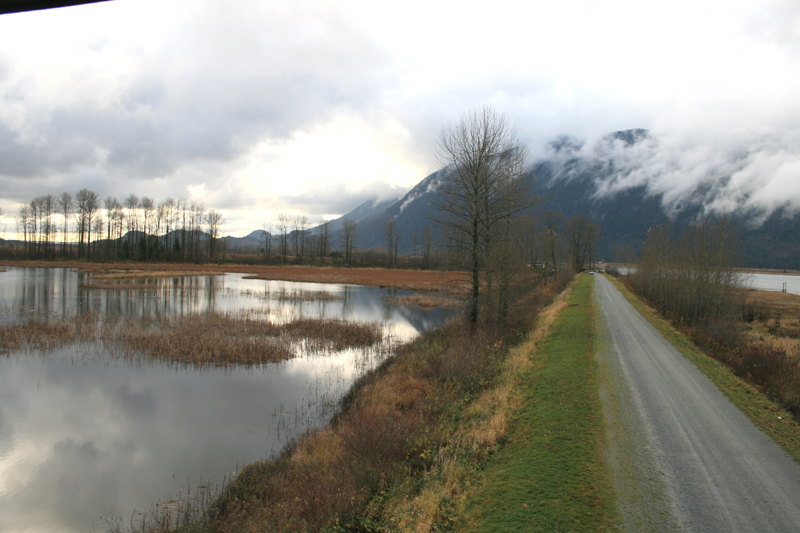
باتلاق و خاکریز دریاچه پیت
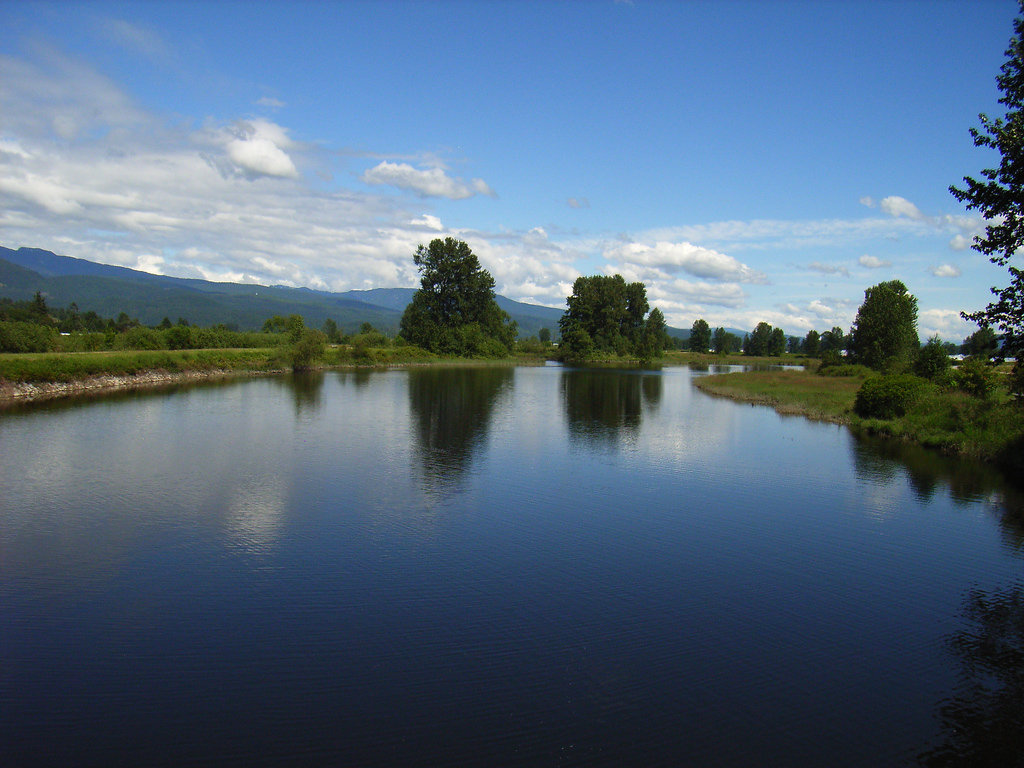
رودخانه الوته
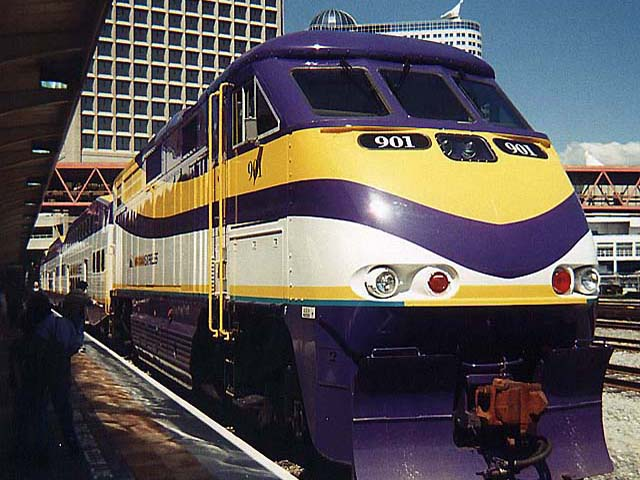
قطار اکسپرس وست کوست
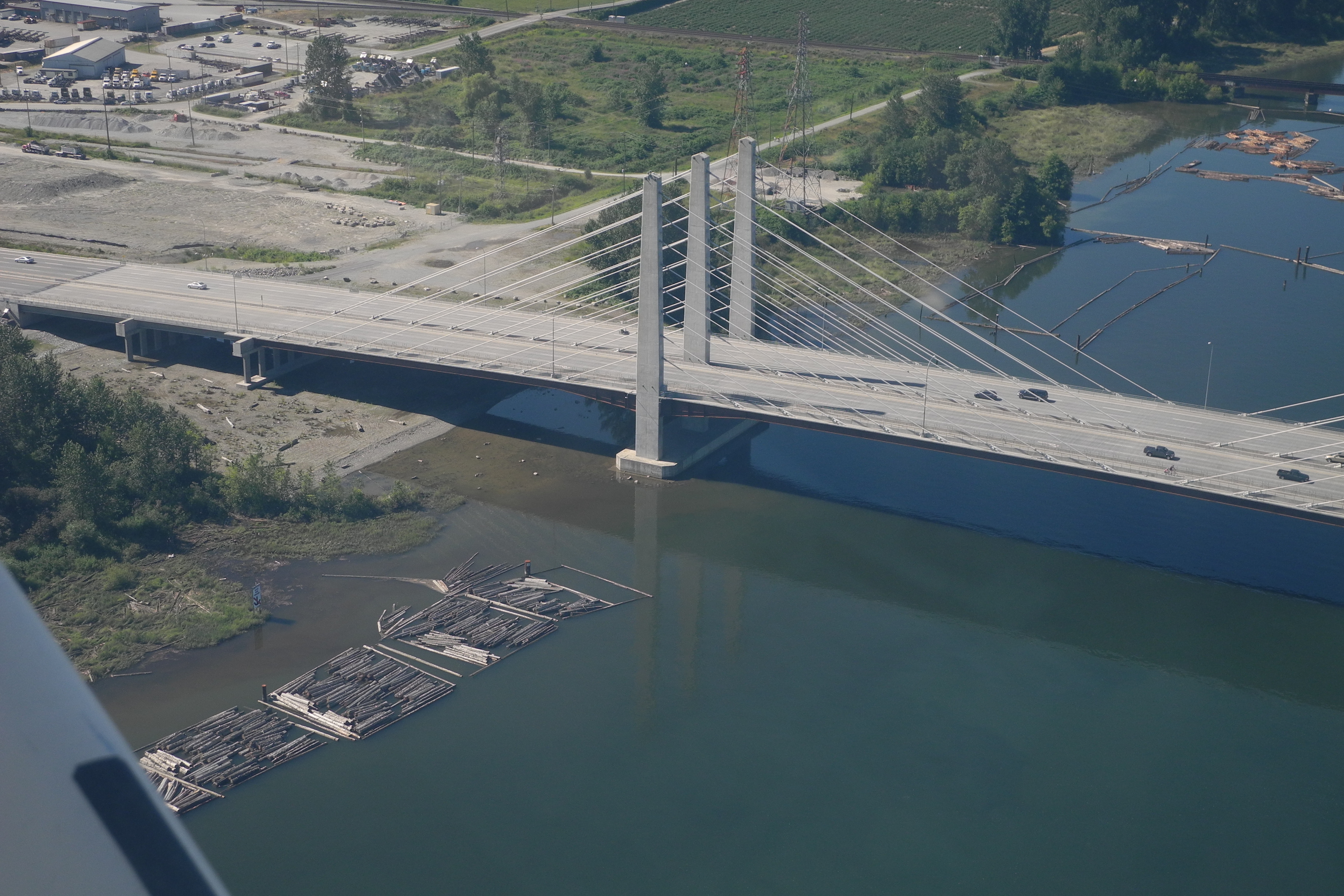
پل رودخانه پیت و بزرگراه لوهید
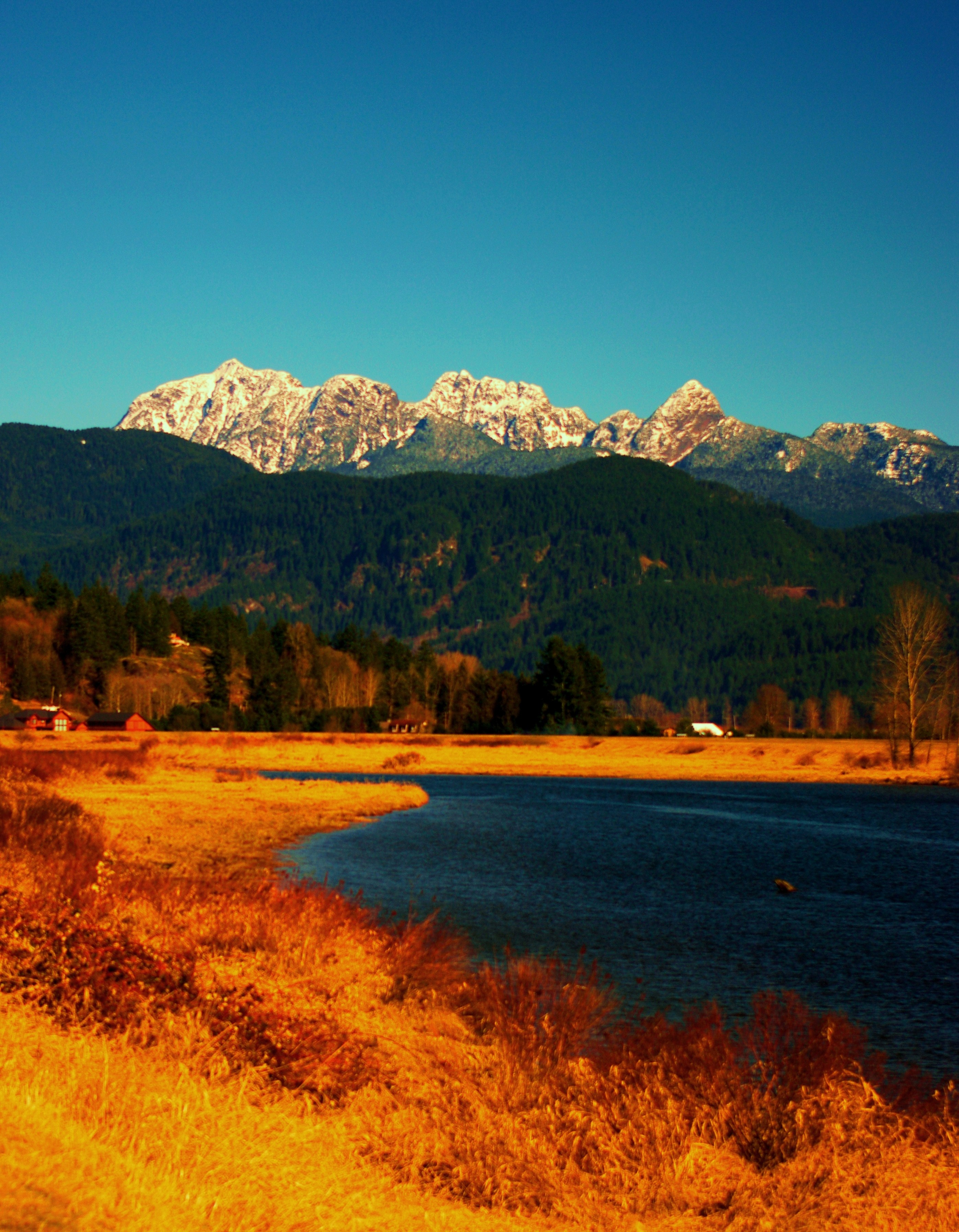
چشم‌انداز گلدن اِرز از رودخانه الوته
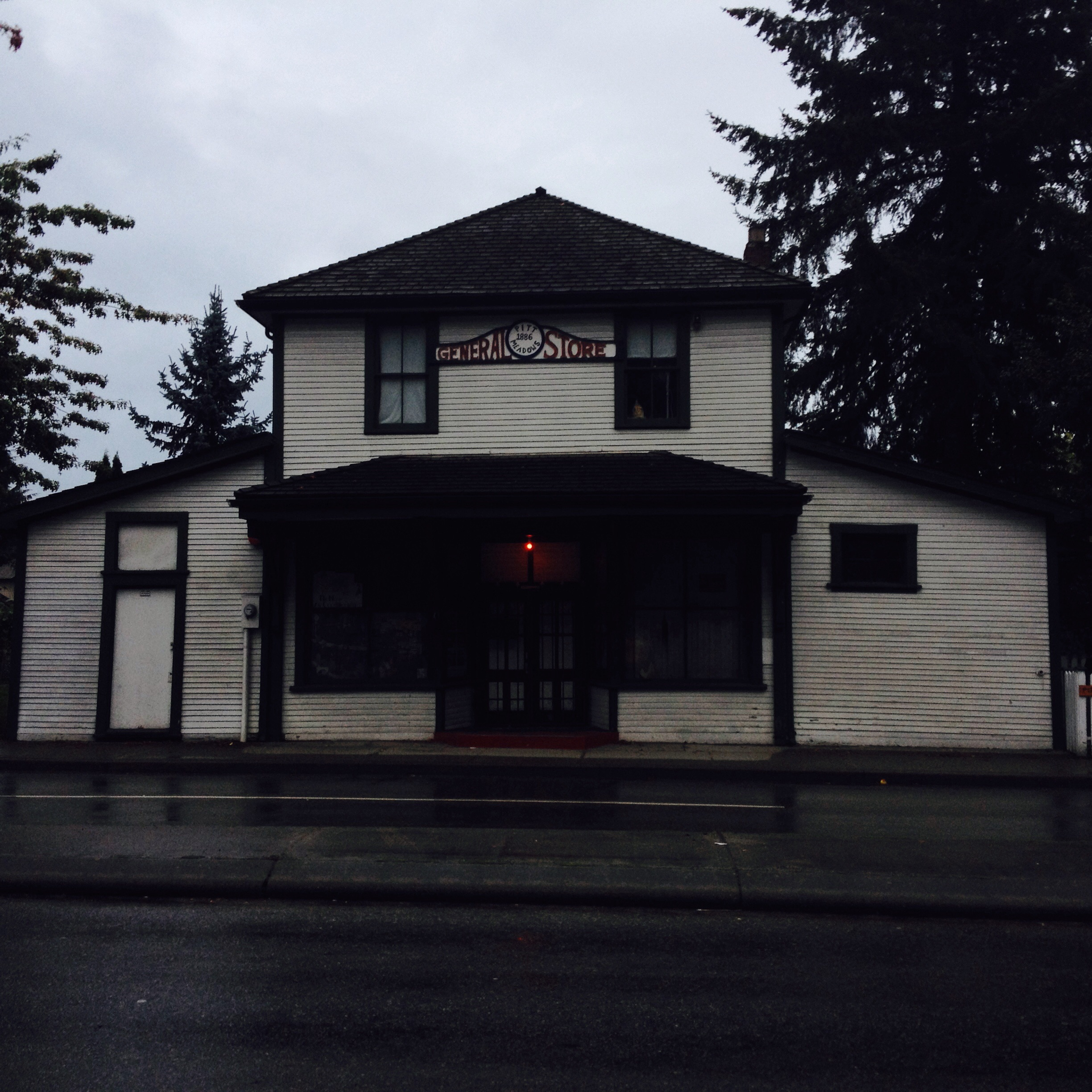
موزه پیت مدوز
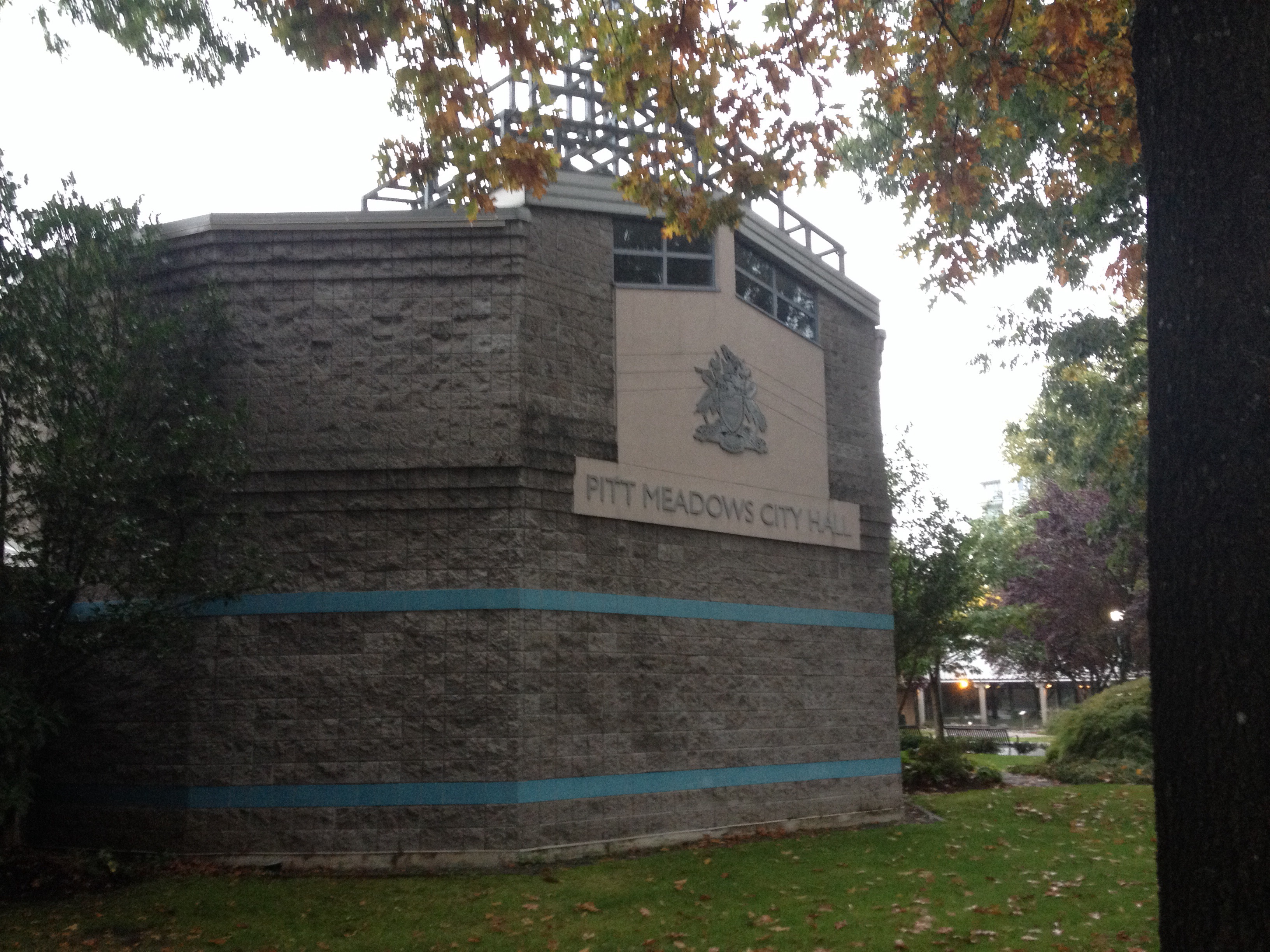
تاج شهرداری پیت مدوز